# Église Saint-Barthélemy de Castillon-en-Couserans
Pour les articles homonymes, voir Église Saint-Barthélémy.
L'église Saint-Barthélémy de Castillon-en-Couserans est une église du XVIIIe siècle située sur la commune de Castillon-en-Couserans dans le département de l'Ariège, en France.

## Historique
On trouve trace d'une ancienne église du XVIIe siècle située en bordure de route sur le cadastre napoléonien. D'importants travaux de consolidation ont été entrepris en 1754 et 1824 mais le conseil municipal décide la démolition de l’édifice trop dangereux en 1843.
En 1850, le nouvel édifice est construit en retrait de la route et agrandi sur l'ancien cimetière. Les travaux d'intérieurs et autres aménagements sont terminés en 1874. On y trouve un ensemble de gypserie remarquable dans les chapelles latérales attribué à Louis Cassède, plâtrier-décorateur à La Bastide-de-Sérou.
L’église fait l'objet d'une inscription au titre des monuments historiques par arrêté du 13 septembre 2023.

## Mobilier
Le grand orgue a été acheté par Camille Artaut et fabriqué, en 1892, par la maison Puget. Il comporte un clavier de 56 notes et un pédalier de 27 notes.
Cet orgue n'avait jamais été restauré depuis sa création avant une campagne de restauration achevée en 2022.